# ورخنیه اینخو
ورخنیه اینخو (به لاتین: Verkhneye Inkho) یک منطقهٔ مسکونی در روسیه است که در داغستان واقع شده‌است.